# 傑克·魯迪
傑克·魯迪（英語：John Robert Ruddy；1997年12月27日—）是蘇格蘭的一位足球運動員，在場上的位置是守門員。現效力於北愛爾蘭超級足球聯賽球隊連菲特。他也代表蘇格蘭各級國青隊參賽。

## 外部連結
- 足球数据库：傑克·魯迪的球员统计数据
- Soccerway資料庫：傑克·魯迪